# أنطونيو باروس
أنطونيو باروس (بالبرتغالية: António Barros‏) (2 أكتوبر 1949 في البرتغال - 8 أبريل 2018) هو لاعب كرة قدم برتغالي في مركز الدفاع. شارك مع منتخب البرتغال لكرة القدم. أما مع النوادي، فقد لعب مع إشتوريل برايا ونادي بنفيكا ونادي بوافيشتا ونادي ليتشويس ونادي قلمرية المتحد.

## وصلات خارجية
- أنطونيو باروس على موقع قاعدة بيانات كرة القدم.إي يو (الإنجليزية)
- أنطونيو باروس على موقع ناشيونال فوتبول تيمز (الإنجليزية)